# Kurzia hainanensis
Kurzia hainanensis là một loài Rêu trong họ Lepidoziaceae. Loài này được D.K. Li & Z. K. Bai mô tả khoa học đầu tiên năm 1999.